# آيت سيدي احمد أوبالقاسم (آيت حيي)
آيت سيدي احمد أوبالقاسم هو دُوَّار يقع بجماعة أم ربيع، إقليم خنيفرة، جهة بني ملال خنيفرة في المملكة المغربية. ينتمي الدوّار لمشيخة آيت حيي التي تضم 6 دواوير. يقدر عدد سكانه بـ 338 نسمة حسب الإحصاء الرسمي للسكان والسكنى لسنة 2004.

## وصلات خارجية
- البوابة الوطنية للجماعات الترابية
- المندوبية السامية للتخطيط